# Aurelio Guzmán Berro
Aurelio Guzmán Berro y Berro (Montevideo, 3 de agosto de 1834 - Buenos Aires, 5 de diciembre de 1911) fue un poeta, periodista y político uruguayo. Fue considerado uno de los representantes del romanticismo en Uruguay.

## Biografía
Nació en Montevideo y sus padres fueron Miguel Antonio Berro Maizterra y María Florentina Berro González de Noriega. Se casó con Isabel María Bujan Ellauri y en 1864 nació su hijo Aurelio.  
Fue senador por el departamento de Cerro Largo en 1875 y en 1879. Brindó su apoyo a Lorenzo Latorre para que accediera al cargo de presidente en 1879 y fue nombrado Ministro de Hacienda hasta la dimisión del gobierno en 1880.
Durante el gobierno siguiente de Máximo Santos ejerció como periodista. Fue redactor de El telégrafo marítimo hasta mediados de 1886 cuando se radicó en Buenos Aires.
Encargó al arquitecto Ignacio Pedrálbez la construcción de una residencia en estilo gótico inglés en el barrio montevideano del Prado. Las obras se iniciaron en 1871 y concluyeron en 1874. En esta residencia conocida como «La quinta de Berro» nació en 1882 el escultor José Belloni. En 1886 pasó a ser sede de la representación diplomática de Francia y en 1888 de la embajada de Argentina.
En 1879 obtuvo con su poema Al monumento. el concurso de poesía sobre el monumento a la Libertad que se inauguraba en la ciudad de Florida. En esa ocasión Juan Zorrilla de San Martín fue autorizado a leer su La leyenda patria, a pesar de haber quedado fueera del concurso por exceder en 200 versos el límite fijado en las bases de la convocatoria. Fue tal la ovación que recibió del público, que Berro intentó entregarle su medalla de ganador a Zorrilla, pero Magariños Cervantes se lo impidió en aras de respetar la decisión del jurado.
En los Juegos Florales del Centro Gallego de Buenos Aires, en 1882, fue premiado por su poema Canto a la Industria. En 1884 obtuvo dos premios más por su Canto a Rivadavia y Canto a Quintana.
De sus obras, conservadas en un libro manuscrito de poemas en manos de sus descendientes en Argentina, destacaron los poemas Al Monumento (1879), Canto a la industria (1882) y Canto a Rivadavia (1884).
Perteneció a las logias masónicas Asilo de la virtud y Caridad. Fue sobrino de Bernardo Prudencio Berro, presidente de Uruguay entre 1860 y 1864.